# Закопане
Закопа̀не (на полски: Zakopane) е град в Южна Полша, Малополско войводство. Административен център е на Татрански окръг. Обособен е в самостоятелна градска община с площ 84,26 км2.

## География
Градът е разположен в западните Високи Татри. Намира се на 90 км южно от Краков близо до словашката граница. Значим планински курорт.

## Население
Според данни от полската Централна статистическа служба, към 1 януари 2014 г. населението на града възлиза на 27 721 души. Гъстотата е 329 души/км2.
Местните хора – гуралите се отличавали с приветливост и добронамереност. Повечето гурали от Закопане имат роднини в Америка, които са бягали от бедността преди планинското селище да възкръсне покрай туризма.

## История
След независимостта на Полша през 1918 година Закопане е амбициозно развиван от полските туристически дружества. Дотогава е място за почивка предимно на хора на изкуството, които намират вдъхновение там. Стилът на къщите е типичен за града (остри, високи покриви).

## Туризъм
В града има много хотели и частни квартири. Кабинковата линия до Каспрови връх е доста интересна, най-вече от историческа гледна точка, защото е само една-единствена кабинка, събираща около 20 души и движещата се на поне 30 м над повърхността. От Каспрови връх има няколко ски-писти, най-дългата е около 6 км. В срещуположната на Каспрови връх посока от другата страна на Закопане е Губалувка. Подходяща е за начинаещи скиори, като изкачването става с електрическо влакче.
През лятото градът е отправна точка за планинарите. Многобройните пътеки и езера предразполагат за сближаване с природата.
Закопане е най-полулярният курорт сред поляците.

## Спорт
В Закопане са проведени три световни първенства по ски северни дисциплини (през 1929, 1939 и 1962 година) и се провежда кръг от световната купа по ски скокове и световната купа по северна комбинация от 1980 година. Състезанията по ски скокове са ежегодни от 2002 година, а през 1974 година веднъж се провежда и слалом за световната купа по ски алпийски дисциплини.

## Фотогалерия
- Типична къща в Закопане
- Изглед към Закопане от въздуха
- Музеят на Шимановски „Вила Атма“